# Daubréelite
La daubréelite (simbolo IMA: Dbr) è un minerale raro del supergruppo dello spinello e in particolare dei tiospinelli, nella cui famiglia occupa un posto nel sottogruppo della linnaeite; appartiene alla classe dei "solfuri e solfosali" con composizione chimica FeCr2S4. Da un punto di vista chimico è un solfuro di ferro-cromo.

## Etimologia e storia
Il minerale è stato scoperto per la prima volta nel meteorite di nichel-ferro (esaedrite) Coahuila, scoperto nel 1837 nell'omonimo stato del Messico. Il minerale è stato descritto per la prima volta nel 1876 da J. L. Smith nell'American Journal of Science, che lo ha chiamato così in onore del ricercatore francese di meteoriti Gabriel Auguste Daubrée (1814-1896).
Il campione tipo del minerale è conservato nel Museo nazionale di storia naturale di Francia di Parigi con i numeri di catalogo 76.196, 96.1113 e 94.248 e nella Collezione mineralogica delle miniere ParisTech (anche École nationale supérieure des mines de Paris) con i numeri di catalogo 15311 e 24466.

## Classificazione
L'attuale classificazione dell'Associazione Mineralogica Internazionale (IMA) include la daubréelite nel "supergruppo dello spinello", dove forma il "sottogruppo della linnaeite" all'interno dei "Tiospinelli" insieme a cadmoindite, cuprorhodsite, greigite, indite, joegoldsteinite, kalininite, linnaeite, polidimite, siegenite, violarite e xingzhongite (a partire dal 2019).
Nell'obsoleta 8ª edizione della sistematica minerale di Strunz, la daubréelite apparteneva alla classe minerale dei "solfuri e solfosali" e lì alla sottoclasse dei "solfuri con M:S < 1:1", dove formava la "serie della linnaeite" con il numero di sistema II/C.01 insieme a bornhardtite, carrollite, greigite, indite, linnaeite, polidimite, siegenite, trüstedtite, tyrrellite e violarite.
Nella Sistematica dei lapis (Lapis-Systematik) di Stefan Weiß, che è stata rivista e aggiornata l'ultima volta nel 2018 ed è ancora strutturata secondo questa vecchia forma della sistematica di Strunz, al minerale è stato assegnato il numero di sistema e minerale II/D.01-100. In questa sistematica ciò corrisponde anche alla divisione "Solfuri con metallo: S, Se, Te < 1:1", dove la daubréelite insieme a bornhardtite, cadmoindite, carrollite, cuprokalininite, fletcherite, florensovite, greigite, indite, kalininite, linnaeite, polidimite, siegenite, trüstedtite, tyrrellite e violarite formano il "gruppo della linnaeite" con il numero di sistema II/D.01.
La 9ª edizione della sistematica minerale di Strunz, che è stata aggiornata l'ultima volta dall'Associazione Mineralogica Internazionale nel 2024, classifica la daubréelite nel dipartimento dei "solfuri metallici, M:S = 3:4 e 2:3". Questo è ulteriormente suddiviso in base all'esatto rapporto di quantità, in modo che il minerale possa essere trovato nella suddivisione "M:S = 3:4" in base alla sua composizione, dove è elencato insieme a bornhardtite, cadmoindite, carrollite, cuproiridsite, cuprorhodsite, ferrorhodsite (screditata, poiché identica alla cuprorhodsite; IMA 2017-H), fletcherite, florensovite, greigite, indite, kalininite, linnaeite, malanite, polidimite, siegenite, trüstedtite, tyrrellite, violarite e xingzhongite formano il "gruppo della linnaeite" con il numero di sistema 2.DA.05.
Nella sistematica dei minerali Dana, che viene utilizzata principalmente nel mondo anglosassone, la daubréelite ha il sistema e il numero minerale 02.10.01.11. Questo corrisponde anche alla classe dei "solfuri e solfosali" e quindi alla sottoclasse dei "minerali di solfuro". Qui è anche membro del "gruppo della linnaeite (Isometrico: Fd3m)" con il sistema nº 02.10.01 all'interno della suddivisione "Solfuri – compresi seleniuri e tellururi – con composizione AmBnXp, con (m + n):p = 3:4".

## Abito cristallino
La daubréelite cristallizza nel sistema cubico nel gruppo spaziale Fd3m (gruppo nº 227) con il parametro del reticolo a = 9,97 Å e 8 unità di formula per cella unitaria.

## Origine e giacitura
La daubréelite si forma in piccole quantità principalmente in meteoriti nichel-ferrose, di solito insieme ai minerali meteoritici kamacite e troilite. Altri minerali di accompagnamento possono essere alabandite, enstatite, grafite, plagioclasio e schreibersite.
Essendo una formazione minerale rara, la daubréelite è stata rilevata solo in pochi siti, anche se alla data del 2024 sono stati documentati circa 160 siti in tutto il mondo.
Con poche eccezioni, il minerale è stato finora trovato solo in meteoriti come ALH 84001 in Antartide, Mundrabilla in Australia, Neuschwanstein in Germania, Bustee vicino a Gorakhpur in India, il meteorite Allende a Coahuila (Messico), Gibeon e Hoba in Namibia; è stata trovata anche nelle meteoriti Mayo-Belwa nello stato nigeriano di Adamawa e Muonionalusta nel comune svedese di Pajala, e nel Canyon Diablo meteoriti e crateri da impatto di Newporte nel Dakota del Nord e Contea di Norton negli Stati Uniti.
Tra i rarissimi siti puramente terrestri ci sono la "miniera di Karei" vicino a Rustenburg nella provincia nord-occidentale del Sudafrica e il massiccio del Kosva vicino a Karpinsk nell'Oblast' di Sverdlovsk in Russia.
Sulla Luna, è stato rilevato in campioni di roccia meteoritica provenienti dalla Rima Hadley nel Mare Imbrium, vicino al quale è atterrata la missione Apollo 15.

## Forma in cui si presenta in natura
La daubréelite si trova principalmente sotto forma di aggregati minerali massicci o squamosi o appiattiti, ma anche come singoli cristalliti (grani) di circa 500 μm di dimensioni associata alla kamacite e alla troilite nei meteoriti. I cristalliti e gli aggregati sono opachi e di colore nero con una lucentezza metallica.